# باولو روبرتو كوستا
باولو روبرتو كوستا (1 يناير 1954 - ريو دي جانيرو، 13 أغسطس 2022) مهندس برازيلي ومدير سابق للإمداد في بتروناس بين عامي 2004 و2012. تم التحقيق في مخطط الفساد في الشركة المملوكة للدولة بواسطة عملية مغسل السيارات.

## الوفاة
توفي باولو روبرتو في 13 أغسطس 2022 عن عمر يناهز 68 عامًا. ولم تفصح الأسرة عن السبب.